# 砺波市立庄川中学校
砺波市立庄川中学校（となみしりつ しょうがわちゅうがっこう）は、富山県砺波市にある市立中学校。

## 沿革
- 1947年（昭和22年） - 東山見村外四ケ村組合立庄川中学校が発足[2]。
- 1952年（昭和27年） - 同年6月に工事していた移転増築工事が完了し[3]、現在地へ移転[4]（同年12月4日に落成式[3]）。
- 1955年（昭和30年）12月15日 - 増築工事（延べ257坪）が完成[5]。
- 1968年（昭和43年）12月 - 旧青島小学校講堂（木造平屋建て370m2）を移築し、武道場とする[6]。
- 1976年（昭和51年）8月 - 校舎老朽化を受け、庄川中学校校舎建築調査審議会が発足[4]。
- 1977年（昭和52年）8月 - 校舎が着工[7]。
- 1978年（昭和53年）10月30日 - 現在の校舎（総面積5,321m2）が完成。同年11月3日に竣工式を挙行[7]。
- 1980年（昭和55年）3月 - 体育館南側に新武道場（鉄骨鉄筋コンクリート造り2階建て、1階に剣道場、2階に柔道場）が竣工[6]。同年4月29日に竣工式（庄川小学校増築工事、勤労者体育センターと合同）を挙行[8]。
- 2004年（平成16年） - 砺波市と庄川町の合併による(新)砺波市の誕生に伴い、校名を庄川町立庄川中学校から砺波市立庄川中学校へ改称した。

## 通学区域
庄川町金屋　庄川町前山　庄川町小牧　庄川町湯谷　庄川町湯山　庄川町横住　庄川町落シ　庄川町隠尾　庄川町名ヶ原　庄川町青島　庄川町示野　庄川町庄　庄川町三谷　庄川町天正　庄川町五ヶ　庄川町古上野　庄川町高儀新　庄川町筏の区域

## 著名な出身者
- 高島裕（歌人）